# Дорожівська Анастасія Юріївна
Анастасія Юріївна Дорожівська (нар. 1 лютого 1996, м. Новояворівськ, Яворівський район, Львівська область) — українська гандболістка, тренер з гандболу. Майстер спорту.

## Біографія
Народилася 1 лютого 1996 р. в Новояворівську в сім'ї вчителів У  3-му класі почала займатись гандболом під керівництвом Тамари Павлівни Паніткіної. У 2008 році починає навчатись у 8-му класі Львівського державного училища фізичної культури.
У 2012 році вступає до Львівського державного університету фізичної культури на факультет фізичного виховання. Того ж року починає грати за  львівську «Галичанку». В складі команди — тричі чемпіонка України жіночої Суперліги (2015, 2016, 2017), двічі срібна призерка чемпіонату України (2013, 2014), двічі володарка Кубка України (2016, 2017), володарка Суперкубка України (2016),  учасниця Кубків ЄГФ, бронзова призерка Балтійської ліги (2017). У складі ГК «Львівська політехніка-ЛФКС» — тричі чемпіонка Вищої ліги (2020, 2021), бронзова призерка жіночої Суперліги (2023).
У 2013 році в складі студентської команди, основу якої склали гандболістки «Галичанки», стала чемпіонкою Європи серед студентів.
У 2013, 2015, 2016 роках викликалась до лав молодіжної збірної України.
Після закінчення сезону 2016/17 вирішує закінчити ігрову кар'єру в «Галичанці» та спробувати себе в ролі дитячого тренера. Починає працювати в Клубі ігрових видів спорту — тренує дівчат 8—11 років в спортивних секціях львівських шкіл №№ 31,42,98, ліцею «Оріяна» та у Львівській обласній ДЮСШ. У червні 2018 року в складі команди діючих та колишніх гравчинь «Галичанки» брала участь в чемпіонаті України з пляжного гандболу серед жінок, де здобула срібні нагороди.
У 2019 році починає грати за новостворену львівську команду «КІВС-Політехніка-УФК» (згодом «Львівська політехніка-ЛФКС»), з якою у перших трьох сезонах (2019—2020, 2020—2021, 2021—2022) здобуває «золото» Вищої ліги. У сезоні 2022—2023 здобуває „бронзу“ Суперліги. Також грає за аматорську гандбольну команду «Лідер» (Новояворівськ) та працює в Новояворівській ДЮСШ.
У 2020 році починає працювати тренером у Львівському фаховому коледжі спорту, у 2023-24 навчальному році працювала в ЛНУВМБ.
Разом з ветеранською командою «Лідер» регулярно бере участь у міжнародних змаганнях. 25 травня 2024 р. команда «Лідер» здобула „золото“ міжнародного турніру Masters Handball  World Cup 2024 у Хорватії, а Анастасія Юріївна стала кращою снайперкою турніру.